# 特鲁萨市镇

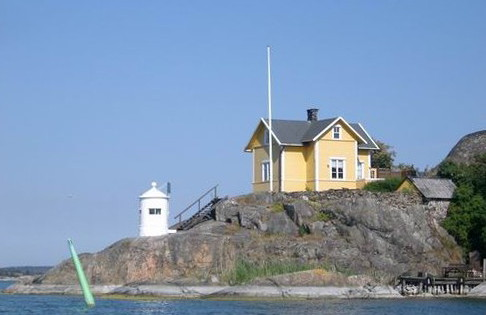
特鲁萨群岛上的圣诞灯塔

特鲁萨市镇（瑞典語：Trosa kommun）是瑞典东南部南曼兰省的一个市镇。其治所位于特魯薩。